# کارستن راملو
کارستن راملو (به آلمانی: Carsten Ramelow) بازیکن فوتبال و هافبک اهل آلمان است که از سال ۱۹۹۸ میلادی عضو تیم ملی فوتبال آلمان بوده‌است. وی در ۴۶ بازی ملی حضور داشته است و آخرین بازی ملی خود را در سال ۲۰۰۴ میلادی انجام داد. کارستن راملو در بازی‌های ملی‌اش ۳ گل به ثمر رساند.